# Kalat Huwwara
Kalat Huwwara és una vila d'Algèria a la província de Mostaganem a uns 30 km al nord-est de Mascara, a la vora del uadi Kala. El seu cens el 1966 donava 12.332 habitants.
Fou fundada al segle xii per un cap dels huwwara de nom Muhammad ibn Ishak. Un segle després va passar a mans dels Banu Rashid emigrats des del Djabal Amur i va dependre del abdalwadites de Tlemcen, dels que va passar al marínides i finalment als otomans, i sota aquest domini es va poblar de kulughis i de turcs que venien quan es retiraven. La ciutat vivia de l'agricultura i la fabricació de sabó i tapissos.
El 1830 es va posar sota autoritat d'Abd el-Kader, passant a França el 1845. Els tapissos de la ciutat amb influències andalusines, amazigues i otomanes es van fer famosos. Hi va néixer el marabut Sidi Ahmad ibn Yusuf, localment famós.